# Portocala mecanică (roman)
Portocala mecanică (în engleză A Clockwork Orange) este un roman științifico-fantastic satiric distopic de comedie neagră din 1962 de Anthony Burgess. Romanul are loc stabilit într-o societate din viitorul apropiat, care are o subcultură a tineretului de o violență extremă. Protagonistul adolescent, Alex, povestește exploatările sale violente și experiențele sale cu autoritățile statului care intenționează să-l reformeze. Cartea este parțial scrisă într-un argou fictiv cu influență rusă denumit „Nadsat” (de la sufixul în rusă pentru adolescent). Potrivit Burgess, a fost un jeu d'esprit scris în doar trei săptămâni.
În 2005, romanul a fost inclus pe lista revistei Time a celor mai bune 100 de romane în limba engleză scrise începând cu anul 1923 și a fost numit de către Modern Library și de cititorii săi drept unul dintre cele mai bune 100 de romane în limba engleză ale secolului XX lea. Manuscrisul original al cărții se află la Universitatea McMaster din Hamilton, Ontario, Canada, de când instituția a achiziționat acest document în 1971.
A fost ecranizat în 1971 de Stanley Kubrick.